# Droga krajowa B100 (Niemcy)
Droga krajowa nr 100 (niem. Bundesstraße 100, B 100) – niemiecka droga krajowa przebiegająca  z południowego zachodu na północny wschód od skrzyżowania z drogą B6 w Halle a skrzyżowaniem z drogą B2 w Eutzsch w Saksonii-Anhalt.